# Chamerion conspersum
Chamerion conspersum (лат.) — вид иван-чая, произрастающий в гималайском регионе и в Китае. Многолетнее травянистое растение семейства Кипрейные (Onagraceae). Впервые описан Карлом Хаусскнехтом в 1879 году как вид кипрея — Epilobium conspersum.

## Описание
Высота стебля 30-120 см. Некоторые популяции этих растений, возможно, являются гибридами с другими видами иван-чая, растущими в тех же районах, но эта тема требует дополнительных исследований. Распространены в ряде провинций Китая, части территории Индии (Сикким), Мьянме, Непале, Бутане.